# 富田重助
4代 富田 重助（とみた じゅうすけ、1872年4月22日〈明治5年3月15日〉 - 1933年〈昭和8年〉5月15日）は、明治後期から昭和初期にかけて愛知県名古屋市を拠点に活動した日本の実業家である。諱は重慶（じゅうけい）。
洋物商「紅葉屋」を営む富田家に生まれたが、幼少期に父が早世したため家業を他に譲り、叔父神野金之助とともに土地・山林経営で財を成す。長じてからは叔父が関係する会社の経営に参画し、名古屋鉄道（旧・名古屋電気鉄道）社長や福寿生命保険社長、明治銀行頭取などを務めた。1期のみだが名古屋市会議員を務めた時期がある。

## 家系
富田家の祖は源頼朝に仕えた武将宇佐美祐茂であるという。本家は尾張国知多郡古見村（現・愛知県知多市）にあり、富田忠兵衛道寧（画家としての号は「古観」）の子・房治郎が本家から分かれて初めて「富田重助」を名乗った。この初代の富田重助は文政12年（1829年）頃に名古屋の中須賀町（後の鉄砲町）へ出て小間物や練油類を扱う商店「紅葉屋」を開く。初代重助には実子がいなかったため、尾張藩士の人見家から末太郎を養子に迎えて2代目の富田重助を名乗らせたが、2代重助は間もなく死去した。そこで初代重助は海西郡江西村（現・愛西市）の豪農神野金平の長男・小吉を改めて養子に迎えた。
神野小吉が富田家に養子入りしたのは嘉永4年4月（1851年）、15歳のときであった。その3年後の安政元年（1854年）に初代重助が死去し、小吉は富田重助を襲名（3代目。諱は「重政」）して紅葉屋の経営を引き継いだ。ただし若年のため実父の神野金平が後見人となっている。3代重助の時代に紅葉屋は横浜などの開港場で買い付けた輸入品を販売する洋品商へと転身して巨利を得たが、幕末の当時は外国産品を排斥する声も根強く、慶応2年8月（1866年）には攘夷派の尾張藩士が店を襲撃するという事件が起きた。しかしこの「紅葉屋事件」を機に店の知名度はさらに増したという。
本項で扱う4代富田重助は、上記3代富田重助の長男にあたる。

## 経歴

### 富田家を継ぐ
4代富田重助は、明治5年3月15日（新暦：1872年4月22日）、3代富田重助の長男として生まれた。幼名は吉太郎。富田家に生まれたが、4歳のとき叔父である神野金之助の養子に出された。神野金之助は神野金平の五男（父・3代富田重助から見ると末弟）である。明治維新後は江西村で副戸長を務めていたが、1876年（明治9年）3月より父と兄を追って名古屋へ出て紅葉屋の店を手伝うようになった。
ところが1876年9月、父・3代富田重助が40歳で急死した。そのため吉太郎は家を継ぐべく神野家から富田家に復籍。翌1877年（明治10年）5月29日、富田重助の襲名を披露した。ただし家を継いだとはいえ幼年のため叔父の神野金之助が富田の後見人となっている。代替わりを機に富田・神野両家は洋品商紅葉屋の事業を長年店に勤める番頭浅野甚七に暖簾ごと譲り、以後、神野家側の祖業である土地・山林経営に傾注していくことになった。そして三重県を中心に相次いで土地・山林を取得し、さらに愛知県内でも幸田の菱池新田や豊橋の神野新田を開発、大地主に発展した。両家は1890年（明治23年）になって3代重助没後に増殖した資産を両家共有と定め、1905年（明治38年）には財産管理のため「神野富田殖産会社」を起こしている。
家の事業が拡大する中、富田重助本人は白川学校を経て1886年（明治19年）に名古屋商業学校へと進学。1888年（明治21年）12月に家事都合で退学し、翌1889年（明治22年）より東京へ出て三井銀行本店で勤め始めた。

### 名古屋財界入り
1891年（明治24年）、富田は三井銀行を退職し名古屋に戻った。その後は叔父・神野金之助を助けて神野新田の工事に携わり、工事費調達の役目を負った。神野新田完成後の1897年（明治30年）、「株式会社商業銀行」という銀行の監査役に就任し、初めて会社役員となった。この銀行は1894年（明治27年）の設立で、叔父が起業に関わっていた。1900年（明治33年）になり富田は商業銀行の頭取に就任したが、銀行統合のため数年で解散した。なお神野が関わる銀行には奥田正香らと1896年（明治29年）に設立した明治銀行もあるが、この時点では富田は関係していない。
1900年1月、名古屋市内で路面電車を経営する名古屋電気鉄道の監査役に就任した。当時の名古屋電気鉄道は会長こそ名古屋の白石半助が務めるものの株式所有は開業の経緯から大澤善助ら京都財界人が優勢であり、名古屋財界との関係を強めたいとの意向を持つ会社側から富田に対し資本参加の呼びかけがあったという。富田は1906年（明治39年）12月に名古屋電気鉄道の取締役へ異動し、1908年（明治41年）12月3日付で白石半助の辞任に伴い取締役会長へと昇格した。直後の1909年（明治42年）1月に会長・専務制が社長・常務制に改められたため以後は取締役社長である。この時常務には創業者の一人岡本清三が入った。
名古屋電気鉄道参加に続いて福寿生命保険の設立にも関わった。福寿生命保険は名古屋で最初の生命保険会社であった名古屋生命保険が太陽生命保険として東京へ転出したのを穴埋めすべく計画されたもので、神野ら明治銀行系統の財界人のほか名古屋銀行・愛知銀行系統の財界人も起業に参画。神野・富田や伊藤伝七ら計7名を発起人として1908年8月に設立され、同年10月に開業をみた。初代社長は神野で、富田は初代専務取締役に就いている。また1909年（明治42年）10月には市内の商工業者でつくる名古屋商業会議所（後の名古屋商工会議所）の役員にも選ばれた。商業会議所役員は以後晩年の1932年（昭和7年）5月に至るまで連続して務めており、その間肩書は商業副部長、工業副部長（1911年3月より）、運輸部長（1915年4月より）、交通部長（1925年4月以降）と推移した。
1910年（明治43年）5月、親友の瀧定助（呉服商）とともに欧米視察旅行へと出発した。主たる目的は日英博覧会（イギリス・ロンドン）見学と郊外鉄道・保険金融事業・農地経営の調査であった。6月末にヨーロッパへ到着するとイギリス・フランス・ドイツなどを回り、10月アメリカ合衆国へと渡航。ゼネラル・エレクトリック (GE) などを視察したのち、11月日本へ帰国した。帰国直後の11月30日、富田は名古屋電気鉄道の社長を辞任した（取締役には留任）。富田が留守中の同社では別会社による市内線建設計画への対応に追われたため、取締役の大澤善助が神野金之助に経営参加を依頼、1910年6月から神野が取締役に加わって社長代理となっていたことによる。同年12月、神野が正式に社長へと昇格した。

### 市会議員に当選
1911年（明治44年）1月、福寿火災保険が設立されると富田は取締役に選ばれた（初代社長は神野金之助）。同社は2年前に設立された福寿生命保険の姉妹会社にあたる火災保険会社である。創業当初は経営が順調ではなく、その対策として取締役の分業を明確化すべく同年7月富田と瀧定助・伊藤由太郎の3取締役が常務取締役に挙げられた。次いで10月、合資会社名古屋製陶所の設立にあたって社員の一人となった。同社は飛鳥井孝太郎・寺沢留四郎が経営する洋食器事業を神野・富田を含む名古屋財界人の出資で会社化したもの。その後1917年（大正6年）8月に株式会社化された際には富田は監査役となっている。
名古屋財界での活動の一方、1913年（大正2年）10月の第9回名古屋市会議員選挙で当選し、市会議員の一員となった。市会議員立候補は本人の意向ではなく当時自邸のあった鉄砲町の町民に強く出馬を請われたためという。当選後、同年11月から1917年（大正6年）10月の議員任期満了まで一貫して市会副議長を務めたが、市会議員としての活動はほとんどなく、1期務めただけで以後政治に関係しなかった。その短い在職期間中にあたる1914年（大正3年）夏、名古屋では名古屋電気鉄道が経営する市内電車の運賃値下げ問題が沸騰した。8月に会社側は運賃値下げを発表したが、9月6日に鶴舞公園でさらなる値下げを求める市民大会が開かれると同日夜から8日にかけて一部市民が暴徒化。走行中の電車が放火され柳橋駅や那古野町の本社が襲撃されるなど電車焼き討ち事件が発生した。この時富田邸も投石の被害に遭っている。
焼き討ち事件発生をうけて9月7日に名古屋電気鉄道の役員は総辞職を決めたが、沈静化後に開かれた株主協議会で慰留されて全員続投と決定された。会社は11月から当初案よりも大幅な運賃値下げを実施。同月運賃問題の責任を取って常務が岡本清三から上遠野富之助へと交代。次いで翌1915年（大正4年）12月30日、善後処置が済んだとして神野金之助が取締役社長を辞して相談役へと退くと、富田重助が社長に再任された。以後、名古屋電気鉄道は社長の富田と常務の上遠野に支配人の跡田直一を加えた3名を軸に経営されていくこととなる。
名古屋財界では1913年12月、新たに名古屋倉庫の監査役に選ばれた。同社は奥田正香らによって1893年（明治26年）に設立された明治銀行系列の倉庫会社である。同社ではその後1924年（大正13年）6月に取締役へと転じ、1926年（大正15年）3月に東海倉庫との合併で東陽倉庫が発足するとその取締役となっている。また1915年（大正4年）12月に福澤桃介率いる電力会社名古屋電灯で取締役に選ばれた。同社では神野も先に監査役を務めた経験がある。これは1918年（大正7年）12月に辞任したが、同年9月、名古屋電灯の開発部門などが独立して発足した木曽電気製鉄の取締役に就任した。木曽電気製鉄は1921年（大正10年）2月に合併で大手電力会社の大同電力へと発展するが、富田は同社では役員になっていない。その他、1918年12月に鈴木摠兵衛率いる機械メーカー愛知時計電機の取締役にも選ばれた。

### 名古屋鉄道社長就任

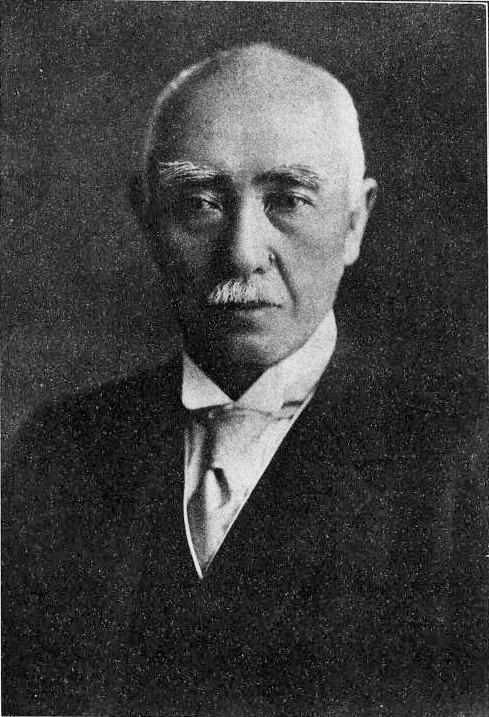
名古屋鉄道初代常務となった上遠野富之助

社長を務める名古屋電気鉄道では、神野金之助が社長であった時期の1911年より郊外路線（郡部線）を着工し、1914年にかけて名古屋から犬山・一宮・清洲・津島へと至る路線を順次完成させていた。郊外路線の拡大により営業キロ全体に占める市内線の割合は半分以下となったものの、それでも市内線収入は総収入の7割を占める規模であった。1920年7月17日、社長の富田と常務の上遠野は当時の名古屋市長佐藤孝三郎に呼び出され、その市内線について市営化に応ずるよう求められた。市内線を手放すことは事業規模の縮小を意味するが、会社側は社内で議論した末に翌月市営化に応ずる意向があると返答する。かくして市内線市営化にむけた交渉が正式に始まったが、一度決まった譲渡価格について名古屋市会が減額を求めたため交渉は長期化した。
交渉の途上、市営化が予定される市内線を名古屋電気鉄道に残して郊外路線は新会社に移す運びとなり、1921年7月1日、新会社・名古屋鉄道（名鉄）が立ち上げられた。名古屋電気鉄道と同じく、富田が取締役社長、上遠野が常務取締役に選ばれている。一方、市内線の市営化交渉は同年10月に決着し、翌1922年（大正11年）8月1日をもって名古屋電気鉄道から名古屋市への市内線事業引継ぎが実行に移され「名古屋市電」が開業、同時に名古屋電気鉄道は解散した。
名古屋鉄道発足後の1922年2月20日、叔父の神野金之助が74歳で死去した。神野家は金之助の実子・金重郎が相続し神野金之助の名も襲名する（2代神野金之助）。神野が関わった会社については、設立以来神野が社長であった福寿火災保険では同年4月15日付で富田が専務から第2代社長に昇格。明治銀行では7月に行われた神野死去に伴う補欠で取締役に就任し、8月8日付で大三輪奈良太郎（神野に代わり1916年12月から頭取）の後任として頭取に就いた。
1925年（大正14年）1月、名古屋でのラジオ放送のために社団法人名古屋放送局（後の社団法人日本放送協会東海支部。NHK名古屋放送局の前身）が設立されると富田も理事の一員となった（理事長は2代神野金之助）。しかし同年軽度の糖尿病と診断されたため財界活動の縮小を図ることになり、名古屋鉄道社長と明治銀行頭取を辞職した（福寿生命保険社長は続投）。名古屋鉄道社長の辞任は10月6日付で、常務の上遠野富之助が後任社長、取締役兼支配人の跡田直一が常務に繰り上がっている。明治銀行頭取の辞任は9月14日付で、こちらでは常務の生駒重彦が後任頭取となった。しかし、名古屋鉄道では上遠野の病没により3年後の1928年（昭和3年）6月4日付で社長に復帰している。

### 晩年の苦境

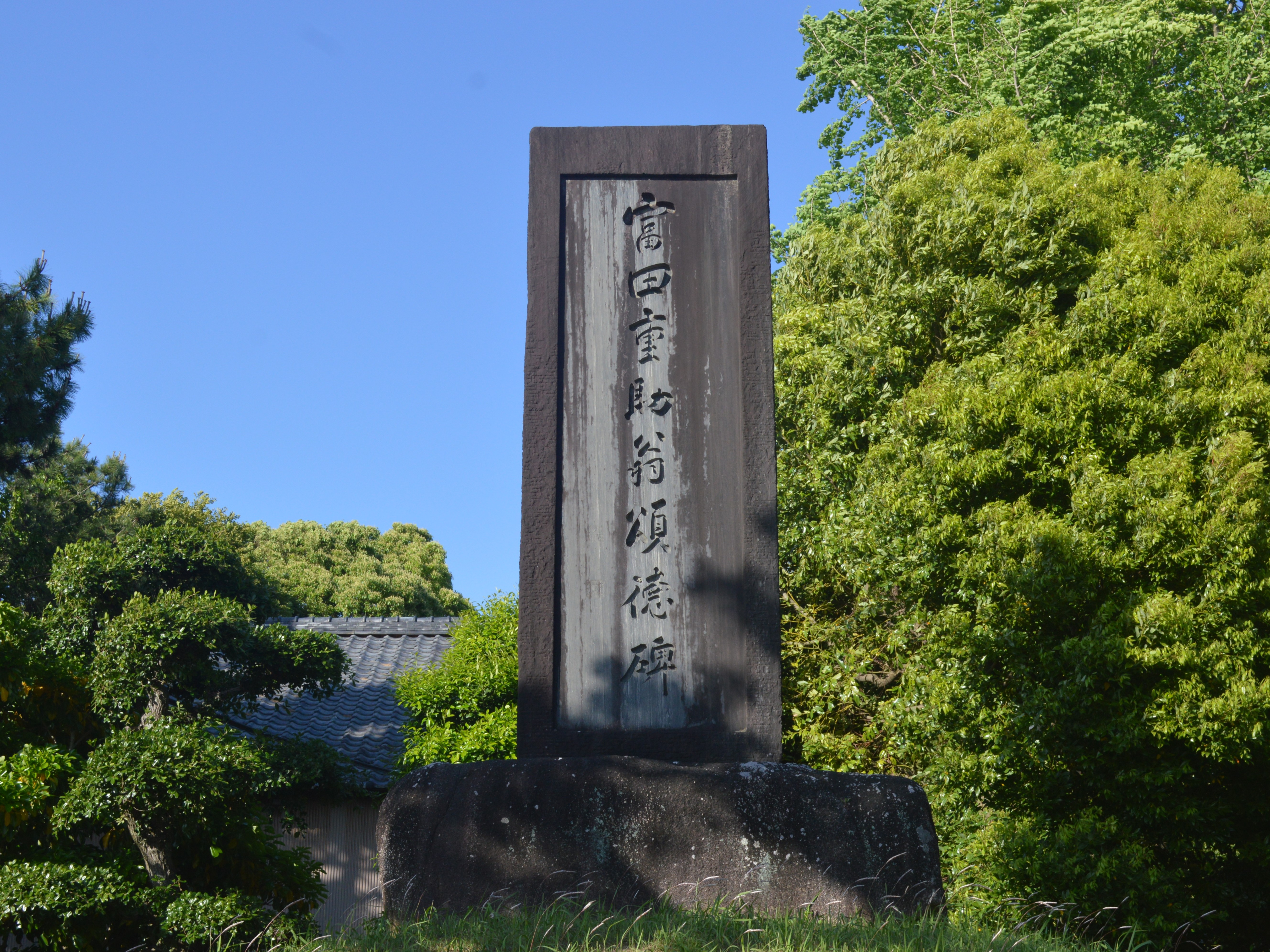
「富田重助翁領徳碑」（豊橋市神野新田町）

富田が社長に復帰したころの名古屋鉄道では木曽川を挟む一宮・笠松（岐阜県）間の鉄道敷設による名古屋・岐阜間の直通線完成を目指していた。この際木曽川橋梁の架橋位置をめぐって岐阜県側と議論があり常務の跡田が対応にあたっていたが、富田自身も岐阜県庁へと出向いて会社案を説明するなど説得に努めた結果、1929年（昭和4年）には会社方針の了承を得るに至った。そうしているうちに岐阜県側の鉄道路線を運営する美濃電気軌道との合併案が浮上。1930年（昭和5年）9月に合併を完了し、同時に名古屋鉄道は名岐鉄道へと社名を改めた。
名岐鉄道社長在任中の1932年（昭和7年）、富田・神野両家に明治銀行休業という事件が直撃した。名古屋の金融界においては、犬養内閣の金輸出再禁止で金融界が揺れていた1931年12月、愛知農商銀行が取り付け騒ぎに遭い休業に追い込まれる。さらに1932年3月1日には村瀬銀行が休業すると、4日に明治銀行や名古屋銀行・愛知銀行・伊藤銀行など有力銀行を含む市内各銀行で大規模な取り付け騒ぎが発生した。翌日早朝日本銀行からの救済融資が各銀行に届けられて取り付け騒ぎは沈静化したが、明治銀行だけは取り付けに耐え切れず4日休業してしまった。明治銀行は元々企業への投資に積極的であったが、生駒重彦が頭取となってからはその傾向がより顕著になり放漫経営とも言える状況になっていたことが明治銀行だけが休業に追い込まれた原因とされる。
明治銀行休業に伴い重役で私財を提供して債務弁済を進めることとなったが、頭取の生駒は鍋屋上野町に邸宅を持つ以外には自身の資産を持たないため、取締役であった富田重助や神野金之助が主として弁済にあたることになった。その過程で富田・神野両家は神野新田を手放し、富田自身は当時葵町に構えていた邸宅を取り壊し土地を一時担保として日本銀行から融資を受けた。また休業1か月後の1932年4月20日、富田は明治銀行休業の社会的責任をとって名岐鉄道の取締役社長を辞任し（後任は跡田直一）、相談役へと退いた。5月には名古屋商工会議所の役員から退き、6月には名古屋製陶所監査役も辞任した。
富田は明治銀行休業の対応に追われて体調を崩すようになり、1933年（昭和8年）3月には狭心症の発作が出るようになる。そして同年5月15日午前1時40分、葵町の自邸にて心臓麻痺のため急死した。61歳没。死去時まで福寿生命保険取締役社長、福寿火災保険・愛知時計電機・明治銀行・東陽倉庫各取締役、日本放送協会理事に在任中であった。富田の死後、明治銀行は7月より再開に漕ぎつける。明治銀行休業に富田の急死が重なって経営が危ぶまれた福寿生命保険では、後継社長となった神野金之助を伊藤次郎左衛門・豊田利三郎らが支える新体制が発足した。

## 栄典
- 1930年1月24日 - 紺綬褒章受章（関東大震災に際し救援用白米700俵を寄付したことによる）[60]
- 1933年5月15日 - 従六位に叙される[61]。

## 家族・親族
4代富田重助は、3代富田重助（洋物商「紅葉屋」経営）と妻ふさの子として生まれた。妻は前妻すずと後妻あさこ（1890年生）の両名がいるが、どちらも叔父・神野金之助（1849-1922年）の娘であり従姉妹にあたる。子は以下の通り。
- 次女 ： てる - 1899年8月生。婿養子の富田孝造（1894年生）とともに分家[63]。
  - 夫の孝造は富田家から洋物商「紅葉屋」の暖簾を譲られた浅野甚七の六男で、浅野家を継いだ2代浅野甚七の弟にあたる[64]。
- 長男 ： 重郎 - 1901年7月生[63]。のち富田重助（5代）を襲名[62]。妻は呉服商瀧広三郎の長女・明子[65]。
- 三男 ： 勇造 - 1904年12月生[63]。妻は中村円一郎の三女・房[66]。
- 四男 ： 喜四郎 - 1906年4月生[63]。
- 三女 ： まつ - 1912年11月生[63]。瀧広三郎の長男憲蔵（1905年生・瀧定助を襲名）に嫁ぐ[67]。
- 六男 ： 重典 - 1915年11月生[63]。

### 没後の富田家
4代富田重助没後、富田は長男の富田重郎が継いだ。重郎は1934年（昭和9年）3月に富田重助へと改名している（5代目。諱は重信）。5代重助は名古屋鉄道（1933年11月から1947年10月まで監査役）や愛知化学工業、丸栄などの役員を務めていたが、太平洋戦争後に独占禁止法規定により辞職。その上農地解放で宮川上流部（三重県）の山林を残して農地を手放した。以後、富田家の事業は東亜工業（現・東朋テクノロジー）という会社の経営が中心となる。同社は当初フェルト製造を手掛けていたが、戦後は日立製作所代理店として電機商社へと転換した。
5代重助は1978年（昭和53年）に死去したが、長男の富田和夫（1929年生）は東亜工業の経営を継いだものの「富田重助」の名は襲名していない。